# Dyspersja chromatyczna
Dyspersja chromatyczna – w technice i telekomunikacji światłowodowej jest to zależność współczynnika załamania światła włókna światłowodowego od długości fali (częstotliwości), co oznacza zależność prędkości propagacji sygnału w światłowodzie od długości fali.
Dyspersja chromatyczna jest parametrem charakterystycznym dla danego typu włókna światłowodowego i kwantyfikowana jest zwykle poprzez współczynnik dyspersji chromatycznej D, wyrażany w jednostkach ps/km/nm. Ilość dyspersji chromatycznej w typowych włóknach światłowodowych jest również zależna od długości fali. Co prawda zależność jest nieliniowa, tym niemniej charakterystyka jest na tyle wolnozmienna, że w praktyce podaje się jedynie zbocze dyspersji chromatycznej S, będące pierwszą pochodną współczynnika dyspersji i wyrażane w jednostkach ps/km/nm2. Znając dyspersję chromatyczną dla danej długości fali (rekomendacje ITU-T, definiujące stosowane w telekomunikacji typy włókien, podają zwykle dyspersję chromatyczną dla długości fal 1310 nm i 1550 nm) i zbocze dyspersji, możliwe jest wyznaczenie współczynnika dyspersji chromatycznej dla innych długości fal z rozwinięcia Taylora.
Z praktycznego punktu widzenia, konsekwencją występowania dyspersji chromatycznej jest rozmycie w czasie impulsu świetlnego propagującego we włóknie światłowodowym. Transformata Fouriera mówi, że im krótszy jest impuls w czasie, tym szersze musi posiadać widmo częstotliwości. Z powodu zależności prędkości propagacji od długości fali, każda ze składowych częstotliwościowych widma impulsu porusza się z nieco różną prędkością, tak więc dotrze do odbiornika z różnym opóźnieniem. Impuls wyjściowy na wyjściu z włókna światłowodowego jest tym samym dłuższy niż impuls wejściowy i o niższej mocy maksymalnej (zakładając brak strat propagacji energia impulsu musi być zachowana, więc impuls dłuższy w czasie musi mieć niższą moc szczytową), co więcej, optyczna częstotliwość nośna w obrębie impulsu się zmienia (jest to tzw. chirp), jako że różne częstotliwości optyczne docierają w różnym czasie. Poszerzenie impulsu wyjściowego zależy od współczynnika propagacji, szerokości spektralnej sygnału i długości łącza (tak więc dyspersja chromatyczna kumuluje się w łączu).
W praktyce, w telekomunikacji optycznej, podatność sygnału na zniekształcenie wywołane dyspersją chromatyczną skaluje się zwykle z kwadratem prędkości transmisji. Wynika to z faktu, że stosowane są lasery jednomodowe (np. DFB) o wąskiej linii spektralnej, tak więc szerokość spektralna sygnału jest limitowana prędkością modulacji i zwiększenie przepływności sygnału 10x powoduje dziesięciokrotne poszerzenie spektrum (przy zastosowaniu tej samej modulacji). Jednocześnie przedział bitowy (bitslot) jest 10x krótszy. Efektywnie więc sygnał 10x szybszy ma 100x mniejszą odporność na dyspersję chromatyczną. Wynikiem dyspersji chromatycznej w transmisji optycznej jest obniżenie jakości sygnału, co w przypadku sygnału cyfrowego przekłada się na (często drastyczne) podwyższenie stopy błędu BER. Przy przekroczeniu wartości progowej transmisja nie jest w ogóle możliwa. Ponieważ dyspersja chromatyczna powoduje rozmycie impulsu, to z punktu widzenia jakości sygnału cyfrowego wywołuje dwa efekty:
1. Przeciekanie mocy impulsu do sąsiednich przedziałów bitowych, przekłamując zawartą w sąsiednim przedziale ilość energii (i np. odbiornik zamiast bitu ‘0’ może zdecydować, że sąsiedni bit jest bitem ‘1’), jest to interferencja międzysymbolowa ISI.
2. Obniżanie mocy szczytowej impulsu w punkcie próbkowania przez odbiornik, co powoduje zmniejszenie odstępu mocy sygnału użytecznego od mocy szumu.
W praktyce, dyspersja chromatyczna jest uwzględniana w projekcie łącza dla sygnałów 10G i szybszych. Zwykle jest uwzględniana jako domiar doliczany do budżetu OSNR, pod warunkiem, że pozostaje efektem drugorzędnym. Dzięki deterministycznej naturze dyspersji chromatycznej, możliwa jest jej kompensacja w dziedzinie optycznej, przy pomocy kompensatorów dyspersji chromatycznej (DCM – dispersion compensating module). Optyczne kompensatory dyspersji chromatycznej wykorzystują zwykle włókno kompensujące DCF lub siatki Bragga FBG.
Efektywna, obserwowalna dyspersja chromatyczna w rzeczywistości posiada dwie składowe: materiałową i falowodową. Dyspersja materiałowa jest fundamentalną własnością materiału (wynika z zależnej od częstotliwości odpowiedzi materiału), z którego wykonany jest światłowód (szkła krzemionkowego). Dyspersja falowodowa natomiast jest parametrem, który może być kontrolowany i projektowany i wynika z zależności stałej propagacji (wyznaczonej dla danego światłowodu z równania Helmholtza) od częstotliwości. Poprzez odpowiednie ukształtowanie profilu współczynnika załamania światła możliwe jest kontrolowanie dyspersji falowodowej. Z dobrym przybliżeniem dyspersja materiałowa i falowodowa są od siebie niezależne, co oznacza, że obserwowalna całkowita dyspersja chromatyczna jest algebraiczną sumą obydwu składowych. Wart zwrócenia uwagi jest fakt, że kontrolowana inżynieria dyspersji falowodowej możliwa jest tylko dla jednego modu (inne będą miały często zupełnie różną charakterystykę dyspersji falowodowej) i tym samym jedynie włókna jednomodowe są wytwarzane jako o kontrolowanym profilu dyspersji chromatycznej.
Dzięki możliwości kontroli dyspersji materiałowej, możliwe stało się wprowadzenie jednomodowych włókien światłowodowych o kontrolowanym profilu dyspersji chromatycznej, tj. włókien standardów G.653, G.655 i G.656. Dla przykładu, standardowe włókno jednomodowe G.652 posiada zero dyspersji chromatycznej w okolicach 1310 nm i dyspersję chromatyczną o wartości ok. 16 – 18 ps/km/nm w oknie C (okolice 1550 nm), natomiast włókno G.653 posiada nominalnie zero dyspersji chromatycznej w okolicach 1550 nm.

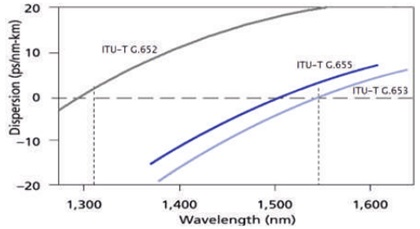
Porównanie charakterystyki dyspersji chromatycznej włókien G.652, G.653 i G.655